# Les Aventuriers du bout du monde
Pour plus de détails, voir Fiche technique et Distribution.
Les Aventuriers du bout du monde (High Road to China) est un film américain et yougoslave réalisé par Brian G. Hutton en 1983.

## Synopsis
Dans les années 1920, Eve Tozer (Bess Armstrong), jeune femme riche et désœuvrée, passe sa vie entre soirées mondaines et hobbies plus coûteux les uns que les autres. Quand elle apprend que son père, parti au bout du monde, va être déclaré mort par suite des manœuvres frauduleuses de Bentik (Robert Morley), son ancien associé, qui désire s'emparer de ses brevets d'invention et donc de sa fortune, Eve loue alors les services et les deux avions de Patrick O'Malley (Tom Selleck), un aventurier ivrogne rejeté de tous les cercles de la bonne société, afin de traverser l'Orient tout entier à la recherche de son père. S'ensuivent aventures et péripéties diverses qui les mèneront jusqu'en Chine où le disparu (Wilford Brimley) défend seul un village contre les assauts d'un seigneur de guerre local cupide et cruel.

## Fiche technique
- Titre original : High Road to China
- Titre français : Les Aventuriers du bout du monde
- Réalisation : Brian G. Hutton
- Scénario : S. Lee Pogostin et Sandra Weintraub Roland[1]
- Histoire : Jon Cleary d'après son roman
- Chef décorateur : Robert W. Laing[2]
- Directeur de production : 
  - Milan Stanisic (superviseur de production)
  - Graham Harrington (aerial unit manager)
- Costumes : Franco Antonelli, Betsy Heimann
- Photographie : Ronnie Taylor
- Montage : John Jympson[3]
- Musique : John Barry
- Production : 
  - Producteur : Fred Weintraub
  - Producteur exécutive : Raymond Chow
  - Producteur associée : Frederick Muller
  - Coproducteur : Daniel Grodnik[4]
- Société(s) de production : City Films, Golden Harvest Company, Jadran film et Pan Pacific Productions
- Société(s) de distribution :  Warner Bros. Pictures.  UGC et Europe 1
- Budget : 15 000 000 $ US[5]
- Recette :  États-Unis ~ 28 400 000 $ US[6]
- Pays de production :  États-Unis,  République fédérative socialiste de Yougoslavie,  Hong Kong
- Année : 1983
- Langue originale : anglais, allemand
- Format : couleur (Technicolor) – 35 mm – 2,35:1 – mono
- Genre : aventure, romance, guerre
- Durée : 105 minutes
- Dates de sortie : 
  - États-Unis : 18 mars 1983 (New York City, New York)
  - France : 11 mai 1983
- Affiches : Bill Gold, Jean Mascii (France)

## Distribution
- Tom Selleck (VF : Pierre Hatet) : Patrick O' Malley
- Bess Armstrong (VF : Maïk Darah) : Eve 'Evie' Tozer
- Jack Weston (VF : Jacques Dynam) : Struts
- Wilford Brimley (VF : Serge Lhorca) : Bradley Tozer
- Robert Morley (VF : Roger Carel) : Bentik
- Michael Sheard (VF : Philippe Dumat) : Charlie Shane
- Brian Blessed : Suleman Khan
- Cassandra Gava : Alessa
- Lynda La Plante[7] (VF : Béatrice Delfe) : Lina
- Timothy Carlton : Officier
- Shayur Mehta (VF : Mario Santini) : Ahmed
- Terry Richards : Ginger
- Jeremy Child : Johnny Silversmith, Officier Britannique
- Peter Llewellyn Williams : Franjten Khan
- Dino Shafeek[8] : Satvinda
- Robert Lee : Zura
- Anthony Chinn : Général Wong
- Ric Young : Kim Su Lee
- Wolf Kahler : Von Hess

## Autour du film
- Le film devait initialement avoir comme vedettes Roger Moore et Bo Derek[9].
- Les biplans, Dorothy et Lillian, d'origine française, furent construits après la Seconde Guerre mondiale, et font référence aux sœurs Dorothy Gish et Lillian Gish, deux grandes actrices de l'époque du cinéma muet.
- Le film nous fait visiter l'Afghanistan, le Népal, la Chine, la Turquie et l'Inde. Mais en réalité, le tournage n'a eu lieu qu'en Yougoslavie.
- Les scènes avec Robert Morley et Timothy Bateson ont été ajoutées après la prévisualisation.
- La mitrailleuse que brandit Tom Selleck jusque sur l'affiche du film est une Lewis Mark I. Cette arme, dérivée d'une arme d'infanterie, fut très largement utilisée par les Alliés comme arme de bord des avions, tant à usage offensif que défensif, durant la Première Guerre mondiale et l'Entre-deux-guerres.

## Nominations
- Saturn Awards 1984 :
  - Meilleure actrice pour Bess Armstrong
  - Meilleur film fantastique